# 六维空间 (网站)
六维空间（又名东北大学IPv6 BT下载站，简称6v），是一家位于中国东北大学的非营利性免费资源共享论坛平台，用于分享BT种子资源。该网站于2008年9月7日创立，取名参照IPv6的“第六代”之意，并仅能通过IPv6访问。注册采用邀请码制，且一般不向非IPv6用户开放。
该网站是目前中国大陆使用IPv6的访问量最大的资源共享网站。